# Hercules (sterrenbeeld)

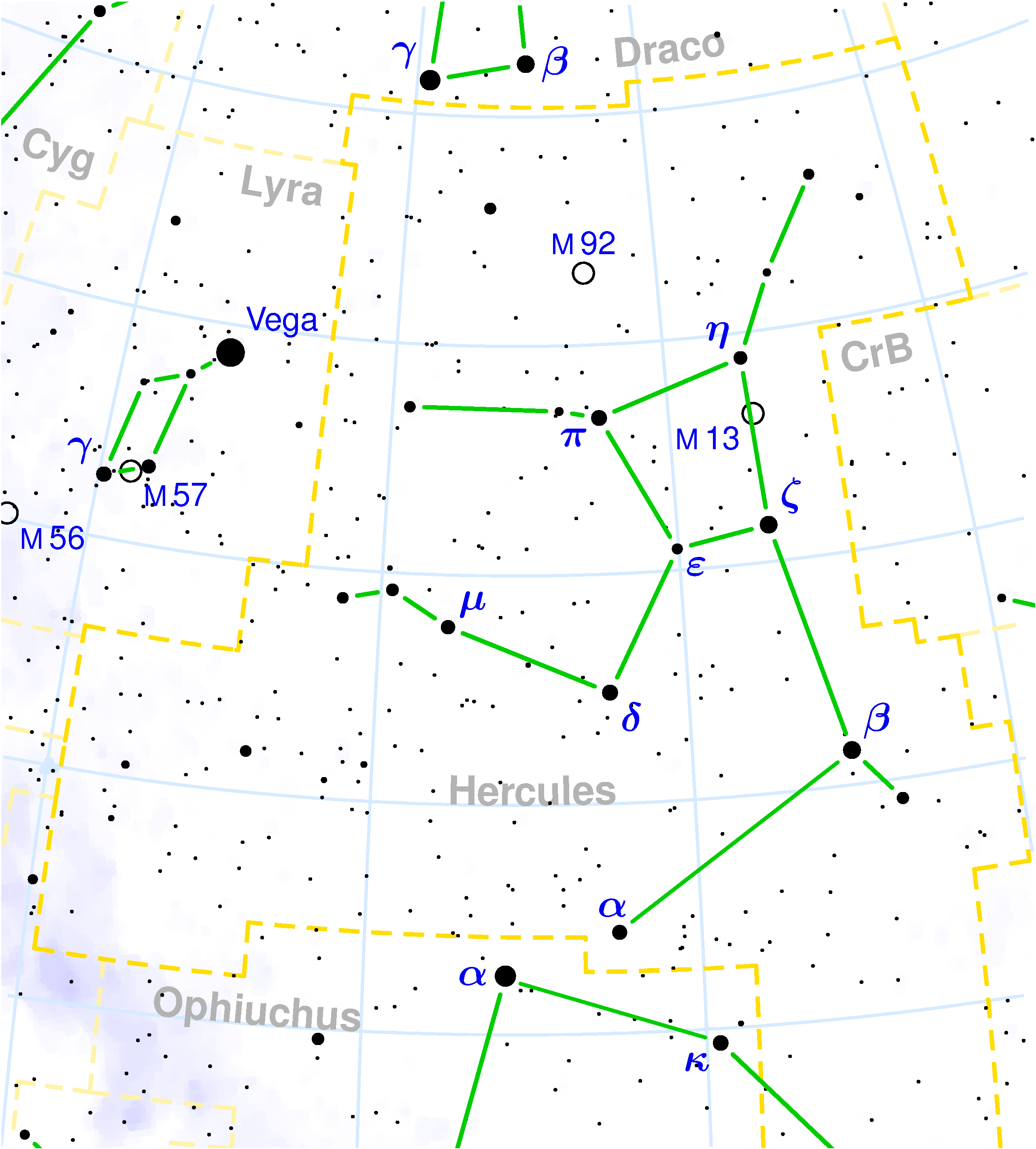
Kaart van het sterrenbeeld Hercules.

Hercules (afkorting Her) is een sterrenbeeld liggende tussen rechte klimming 15u 47m en 18u 56m en tussen declinatie +4° en +51°. Het sterrenbeeld is gedeeltelijk circumpolair.

## Sterren
(in volgorde van afnemende helderheid)
- Kornephoros (β, beta Herculis)
- Sarin (δ, delta Herculis)
- Rasalgethi (α, alpha Herculis)
- Maasym (λ, lambda Herculis)
- Cujam (ω, omega Herculis)
- Mirfak (κ, kappa Herculis)

## Bezienswaardigheden
- In Hercules staan M13 en M92, twee tamelijk heldere bolvormige sterrenhopen. Ze zijn net te zwak om met het blote oog te zien, een verrekijker is voldoende om ze als zwak lichtend wolkje te kunnen zien.
- Op 7 januari 2010 is exoplaneet HD156668b ontdekt.
- Abell 39 en NGC 6210 zijn twee planetaire nevels op afstanden van 6800 and 6500 lichtjaar.
- TOI-2109 is een van de sterren in het zuidelijke deel van het sterrenbeeld. Om deze ster scheert een planeet die elke 16 uur aan een nieuw jaar begint.

## Kleurgevoeligheid
De dubbelster 95 Herculis (Σ 2264 / Struve 2264) is in T.W. Webb's CELESTIAL OBJECTS FOR COMMON TELESCOPES, VOLUME 2: THE STARS beschreven als zijnde een dubbelster met een wel heel opvallend kleurcontrast: Apple Green - Cherry Red.

## Aangrenzende sterrenbeelden
(met de wijzers van de klok mee)
- Draak (Draco)
- Ossenhoeder (Boötes)
- Noorderkroon (Corona Borealis)
- Slang (Serpens)
- Slangendrager (Ophiuchus)
- Arend (Aquila)
- Pijl (Sagitta)
- Vosje (Vulpecula)
- Lier (Lyra)